# Duran Duran (álbum de 1981)
Duran Duran é o álbum de estreia do grupo Duran Duran, lançado originalmente no mundo em 1981 e relançado, após grande sucesso, em 1983.
O LP alcançou a posição #3 no Reino Unido em 27 de junho de 1981 e permaneceu na parada britânica por 118 semanas, embora seu lançamento nos Estados Unidos fora ignorado, onde foi relançado dois anos depois e chegou ao #10 na parada (e ficou 87 semanas na parada da Billboard).
| Críticas profissionais                                                      | Críticas profissionais |
| Avaliações da crítica                                                       | Avaliações da crítica  |
| Fonte                                                                       | Avaliação              |
| --------------------------------------------------------------------------- | ---------------------- |
| allmusic                                                                    | [ 1 ]                  |
| Esta tabela precisa de ser acompanhada por texto em prosa. Consulte o guia. |                        |

## Faixas
Todas as canções foram compostas e escritas por Duran Duran.

### 1981 (lançamento)/2003 (remasterizado)
1. "Girls on Film" – 3:30
2. "Planet Earth" – 3:59
3. "Anyone Out There" – 4:02
4. "To The Shore" – 3:49
5. "Careless Memories" – 3:53
6. "Night Boat" – 5:25
7. "Sound of Thunder" – 4:06
8. "Friends of Mine" – 5:42
9. "Tel Aviv" – 5:16

### 1981 (rara versão EUA)
1. "Planet Earth [Night Version]" – 6:20
2. "Girls on Film" – 3:30
3. "Is There Anyone Out There" – 4:02
4. "Careless Memories" – 3:53
5. "(Waiting For The) Night Boat" – 5:25
6. "Sound of Thunder" – 4:06
7. "Friends of Mine" – 5:42
8. "Tel Aviv" – 5:16

### 1983 relançamento
1. "Girls On Film" – 3:30
2. "Planet Earth" – 3:59 [single version]
3. "Is There Anyone Out There" – 4:02
4. "Careless Memories" – 3:53
5. "Is There Something I Should Know?" – 4:07
6. "Night Boat" – 5:25
7. "Sound Of Thunder" – 4:06
8. "Friends Of Mine" – 5:42
9. "Tel Aviv" – 5:16 [instrumental]

### 1995 relançamento em CD
1. "Girls On Film" – 3:30
2. "Planet Earth" – 3:59 [single version]
3. "Is There Anyone Out There" – 4:02
4. "Careless Memories" – 3:53
5. "Is There Something I Should Know?" – 4:07
6. "Night Boat" – 5:25
7. "Sound Of Thunder" – 4:06
8. "Friends Of Mine" – 5:42
9. "Tel Aviv" – 5:16 [instrumental]
10. "To the Shore" – 3:49

### Singles
1. "Planet Earth"
2. "Careless Memories"
3. "Girls on Film"
4. "Is There Something I Should Know?"

## Paradas
Álbum
| Ano  | Parada musical | Posição |
| ---- | -------------- | ------- |
| 1981 | Billboard 200  | 10      |
| 1981 | UK Albums      | 6       |

## Certificações
| Região                                              | Certificação | Vendas     |
| --------------------------------------------------- | ------------ | ---------- |
| Austrália (ARIA)                                    | Platina      | 105 000^   |
| Canadá (Music Canada)                               | 2× Platina   | 250 000^   |
| Nova Zelândia (RMNZ)                                | Platina      | 22 500^    |
| Reino Unido (BPI)                                   | Platina      | 300,000^   |
| Estados Unidos (RIAA)                               | Platina      | 1,000,000^ |
| ^números de vendas baseados somente na certificação |              |            |

## Formação
- Simon Le Bon - vocal
- Nick Rhodes - teclado
- John Taylor - baixo
- Roger Taylor - bateria
- Andy Taylor - guitarra